# Korallfetblad
Korallfetblad (Sedum stahlii) är en fetbladsväxtart som beskrevs av Hermann Maximilian Carl Ludwig Friedrich zu Solms-Laubach. Arten korallfetblad ingår i Fetknoppssläktet som ingår i familjen fetbladsväxter. Inga underarter finns listade i Catalogue of Life.

## Bildgalleri

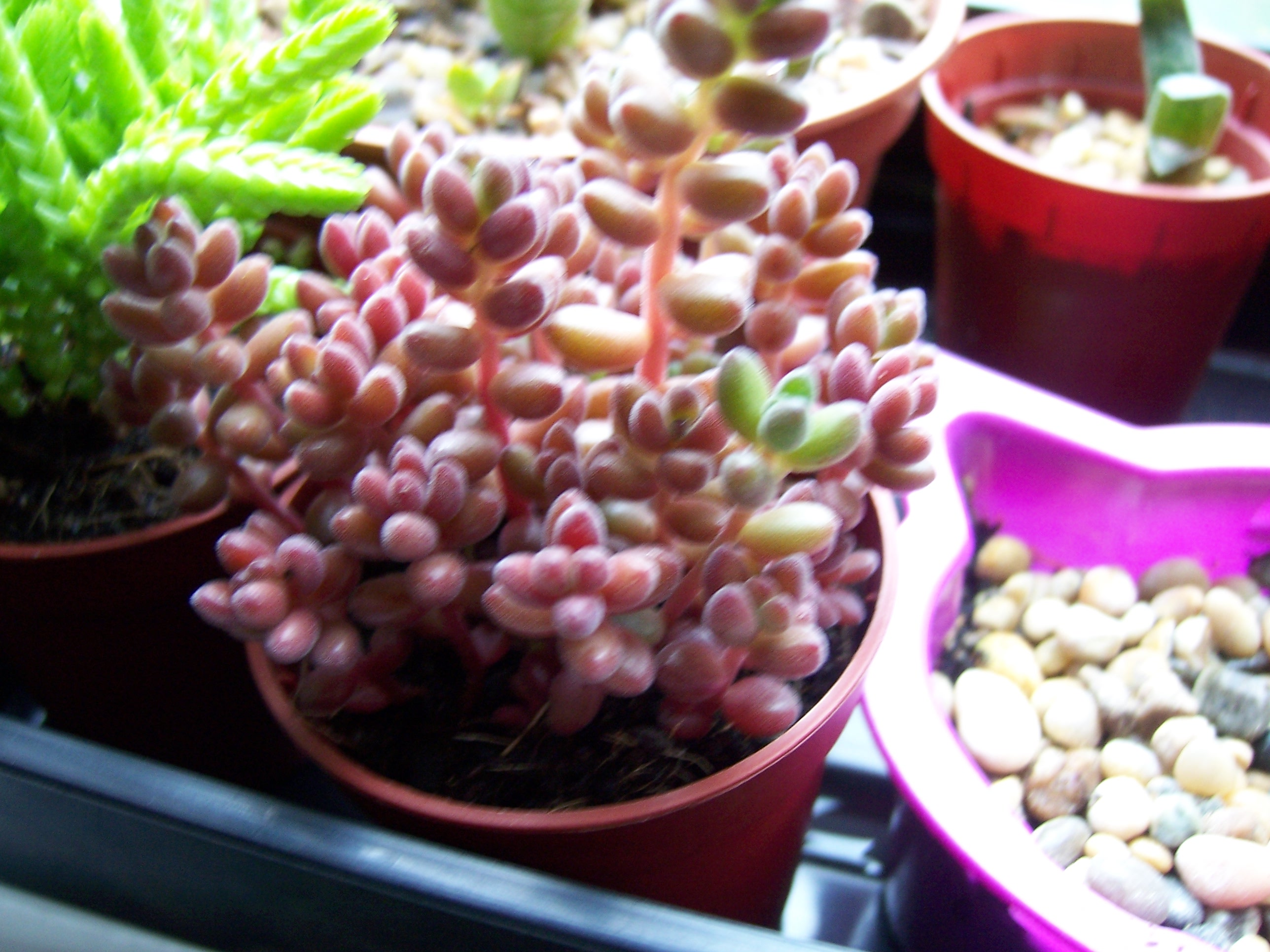
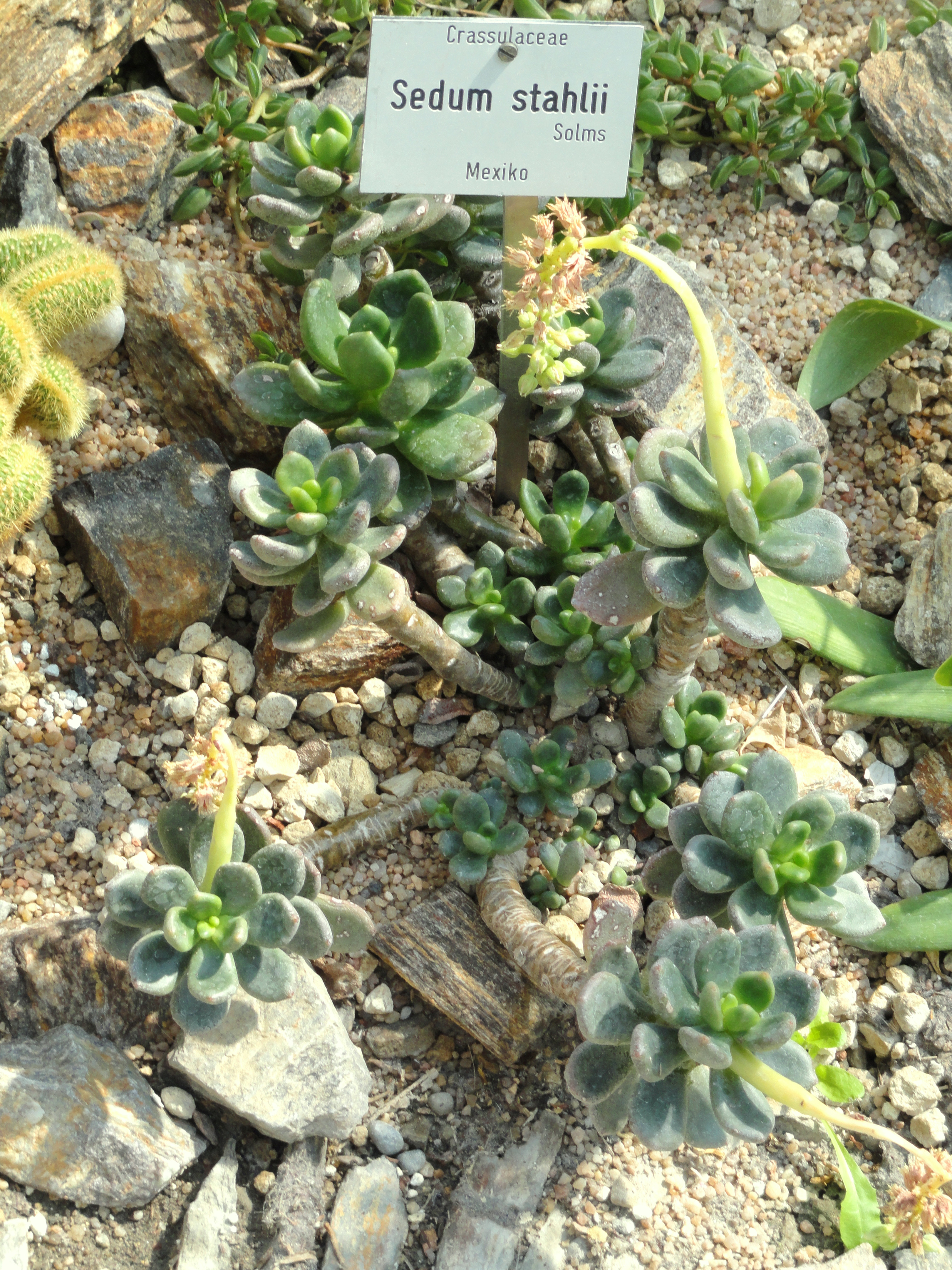